# Madame Récamier
Madame Récamier är en målning av Jacques-Louis David från år 1800, föreställande den franska salongsvärden Julie Récamier. Finns på Louvren i Paris. Juliette Récamier avmålas här på en soffa i empirstil klädd som en vestal. Tavlan påbörjades i maj 1800 men avslutades aldrig. David påstås ha avslutat arbetet då han fick veta att François Gérard hade anlitats för att färdigställa målningen när David tog alltför lång tid på sig.
Trots att den vid tillfället 23-åriga salongsvärden med sin napoleonfientliga inställning var anhängare av en restaurering av dynastin Bourbon, framställs hon av David som en republikens hjältinna. I klassisk pose ligger hon på en divan, som eftervärlden senare uppkallat efter henne. Det finns inget i det sparsamt inredda rummet som drar uppmärksamheten från hennes gestalt. Den moderiktiga och enkla klänningen och frisyren, liksom de nakna fötterna, var en gång uttryck för en revolutionär hållning.  
Det liggande formatet är ovanligt för porträtter och den oavslutade bakgrunden framhäver modellen. Hennes ansikte är nästan klart medan väggar och golv bara  skissas. David hade i sina tidigare målningar målat bakgrunden i yttersta detalj, men efter den franska revolutionen målade han flera motiv med skissartad bakgrund, till exempel Porträtt av Madame Trudaine.
Modellens kroppsposering kopierades sedan av Ingres i hans tavla Grande Odalisque.